# Susana Martínez (judoka)
Susana Martínez es una deportista argentina que compitió en judo. Ganó una medalla de plata en el Campeonato Panamericano de Judo de 1982, en la categoría de –66 kg.

## Palmarés internacional
| Campeonato Panamericano | Campeonato Panamericano   | Campeonato Panamericano | Campeonato Panamericano |
| Año                     | Lugar                     | Medalla                 | Categoría               |
| ----------------------- | ------------------------- | ----------------------- | ----------------------- |
| 1982                    | Santiago de Chile (Chile) | Medalla de plata        | –66 kg                  |